# Championnat d'Angola de football 2003
Navigation
Saison précédente Saison suivante
La saison 2003 du Championnat d'Angola de football est la vingt-cinquième édition de la première division en Angola. Les quatorze meilleures équipes du pays sont regroupées au sein d'une poule unique où elles s'affrontent deux fois, à domicile et à l'extérieur. En fin de saison, les trois derniers sont relégués et remplacés par les trois meilleurs clubs de Gira Angola, la deuxième division angolaise.
C'est l'Atlético Sport Aviação, tenant du titre, qui remporte à nouveau le championnat cette saison après avoir terminé en tête du classement, avec un seul point d'avance sur le Petro Atlético Luanda et sept sur le Petro Atlético Huambo. C'est le deuxième titre de champion d'Angola de l'histoire du club.
La disparition de la Coupe d'Afrique des vainqueurs de coupe, qui a fusionné avec la Coupe de la CAF pour donner naissance à la Coupe de la confédération entraîne des changements dans le système de qualification continentale. De plus, la Ligue des champions est étendue aux vice-champions nationaux. Le vainqueur du championnat et son dauphin se qualifient pour la Ligue des champions de la CAF, tandis que le vainqueur de la Taça Angola obtient son billet pour la Coupe de la confédération, tout comme le troisième du classement général.

## Clubs participants
- Primeiro de Agosto
- Académica Lobito
- Inter Luanda
- Petro Atlético Luanda
- Petro Atlético Huambo
- Atlético Sport Aviação
- Sagrada Esperança
- Sport Luanda e Benfica
- Progresso Sambizanga - Promu de Gira Angola
- Deportivo Sonangol
- Sporting Cabinda
- EC Primeiro de Maio - Promu de Gira Angola
- Desportivo Huila
- Ritondo Malanje SC - Promu de Gira Angola

## Compétition
Le barème de points servant à établir les classements se décompose ainsi :
- Victoire : 3 points
- Match nul : 1 point
- Défaite : 0 point

### Classement
| Rang | Équipe                  | Pts | J  | G  | N  | P  | Bp | Bc | Diff |
| ---- | ----------------------- | --- | -- | -- | -- | -- | -- | -- | ---- |
| 1    | Atlético Sport AviaçãoT | 53  | 26 | 15 | 8  | 3  | 38 | 13 | +25  |
| 2    | Petro Atlético Luanda   | 52  | 26 | 16 | 4  | 6  | 41 | 17 | +24  |
| 3    | Petro Atlético Huambo   | 46  | 26 | 14 | 4  | 8  | 34 | 23 | +11  |
| 4    | Primeiro de Agosto      | 42  | 26 | 11 | 9  | 6  | 39 | 29 | +10  |
| 5    | Deportivo Sonangol      | 38  | 26 | 11 | 5  | 10 | 23 | 17 | +6   |
| 6    | Académica Lobito        | 37  | 26 | 9  | 10 | 7  | 19 | 23 | -4   |
| 7    | Inter LuandaC           | 34  | 26 | 9  | 7  | 10 | 28 | 24 | +4   |
| 8    | Progresso SambizangaP   | 34  | 26 | 7  | 13 | 6  | 20 | 20 | 0    |
| 9    | Sporting Cabinda        | 31  | 26 | 6  | 13 | 7  | 27 | 32 | -5   |
| 10   | EC Primeiro de MaioP    | 31  | 26 | 8  | 7  | 11 | 19 | 35 | -16  |
| 11   | Sagrada Esperança       | 29  | 26 | 8  | 5  | 13 | 25 | 24 | +1   |
| 12   | Sport Luanda e Benfica  | 28  | 26 | 7  | 7  | 12 | 26 | 36 | -10  |
| 13   | Desportivo Huila        | 27  | 26 | 6  | 9  | 11 | 18 | 29 | -11  |
| 14   | Ritondo Malanje SCP     | 10  | 26 | 1  | 7  | 18 | 12 | 47 | -35  |

|  | Qualification pour la Ligue des champions de la CAF 2004                  |
|  | Qualification pour la Coupe de la CAF 2004                                |
|  | Relégation directe en Gira Angola                                         |
|  | T: Tenant du titre C: Vainqueur de la Taça Angola P: Promu de Gira Angola |

## Bilan de la saison
| Championnat d'Angola de football 2003 |                                           |
| Champion                              | Atlético Sport Aviação (2e titre)         |
| Coupes et trophées                    |                                           |
| Vainqueur de la Coupe d'Angola 2003   | Inter Luanda                              |
| Qualifications continentales          |                                           |
| Ligue des champions de la CAF 2004    | Atlético Sport Aviação                    |
| Ligue des champions de la CAF 2004    | Petro Atlético Luanda                     |
| Coupe de la confédération 2004        | Inter Luanda                              |
| Coupe de la confédération 2004        | Petro Atlético Huambo (tour préliminaire) |
| Promotions et relégations             |                                           |
| Promus en Girabola                    | Sport Lubango e Benfica                   |
| Promus en Girabola                    | Onze Bravos do Maqui                      |
| Promus en Girabola                    | Académica Petróleo Kwanda Soyo            |
| Relégués en Gira Angola               | Sport Luanda e Benfica                    |
| Relégués en Gira Angola               | Desportivo Huila                          |
| Relégués en Gira Angola               | Ritondo Malanje SC                        |